# 마제이캬이구

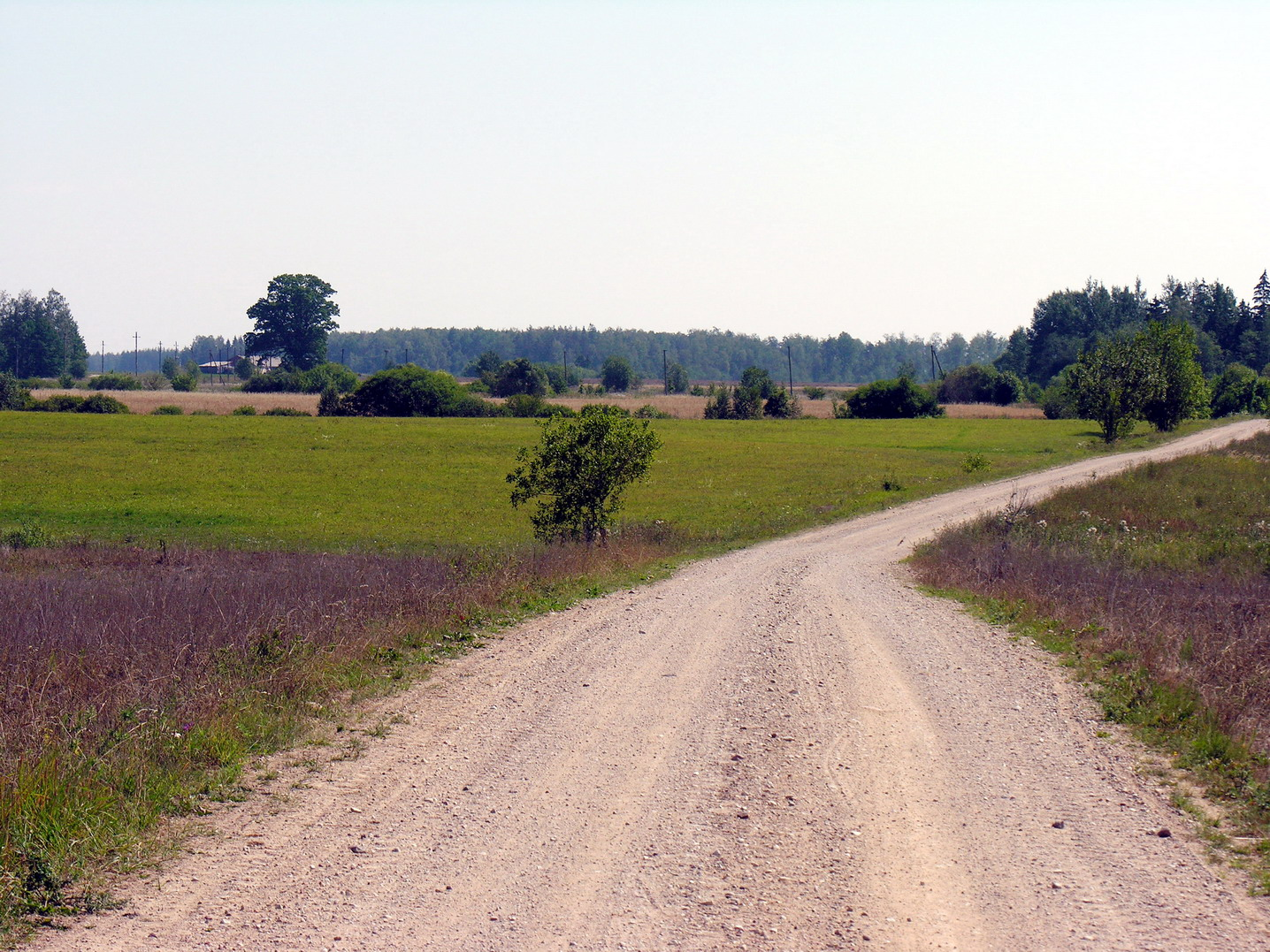
마제이캬이구 마르슈코네 마을 근처의 모습

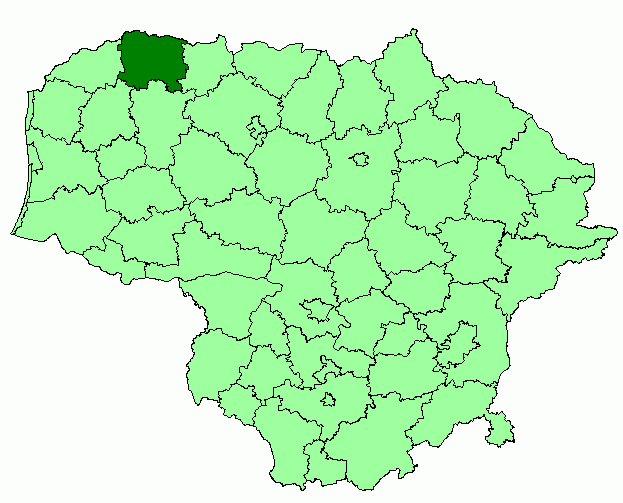
마제이캬이구의 위치

마제이캬이구(리투아니아어: Mažeikių rajono savivaldybė)는 리투아니아 텔샤이주를 구성하는 4개 지방 자치체 가운데 하나로 행정 중심지는 마제이캬이이며 면적은 1,219km2, 인구는 55,441명(2015년 기준), 인구 밀도는 45.5명/km2이다. 9개 장로구를 관할한다. 클라이페다주 스쿠오다스구, 텔샤이주 플룽게구, 텔샤이구, 샤울랴이주 아크메네구와 접하며 북쪽으로는 라트비아와 국경을 접한다.

지방 자치체 문장